# David Amor
David López Veleiro, né le 12 avril 1980 à Salceda de Caselas, Pontevedra, connu sous le nom de scène de David Amor, est un acteur, humoriste, animateur de télévision, ancien joueur de handball et mannequin espagnol. 
Il est connu pour son apparition dans l'émission El club del chiste sur Antena 3, ainsi que dans le télé-crochet Tu cara me suena et dans la série Gym Tony,.

## Biographie
Né le 12 avril 1980, il passe une enfance tranquille, même si, dès son plus jeune âge, il se montre incapable de jouer au football. À l'âge de quatorze ans, il décide de s'essayer au handball, sport dans lequel il excelle rapidement, devenant membre des équipes nationales jeunes et juniors. Il est champion du monde, mais une blessure met un terme à sa carrière prometteuse alors qu'il est au sommet de sa réussite.
Face à cette situation, il commence à explorer d'autres domaines professionnels, travaillant comme livreur de pizzas et serveur, tout en préparant un diplôme en activité physique et sciences du sport à la faculté de sciences de l'éducation et du sport de Pontevedra. C'est à cette époque qu'il rencontre l'actrice María Castro, une rencontre qui transforme sa vie. Grâce à elle, il entre dans une agence de mannequins, où il découvre et cultive sa passion pour le spectacle.
En 2000, il passe un casting pour l'émission « O rei da comedia » de la TVG, où il rencontre Fran Hermida, qui l'invite à jouer des monologues dans des bars de la région. Son talent lui permet de faire ses débuts à la télévision dans l'émission « Supermartes » sur TVG. Parallèlement, il commence à faire des apparitions et à jouer des petits rôles dans plusieurs films.
Sa carrière à la télévision prend son essor lorsqu'il commence à présenter l'émission « O pogramón », et gagne encore en notoriété avec « Supermaster », un karaoké estival très populaire en Galice. Alors que son succès à la télévision semblait assuré, le handball vient à nouveau frapper à sa porte. La Sociedad Deportiva Teucro l'engage et il décide de reprendre sa carrière sportive. Cependant, un an plus tard, il quitte à nouveau le handball pour se concentrer sur d'autres projets.
C'est à cette époque que Globomedia le contacte pour passer un casting. Après plusieurs auditions, il est finalement sélectionné pour participer à l'émission humoristique « El club del chiste » sur Antena 3, dont les enregistrements ont débuté en 2010. Il y présente également un spectacle mêlant humour et musique de jazz, élargissant ainsi sa polyvalence artistique.
En plus d'incarner Tito, le coach musclé, dans la comédie "Gym Tony" diffusée sur la chaîne Cuatro, il joue également le rôle principal dans une nouvelle série de la TVG intitulée "Augas Quentes", dont la diffusion a débuté en octobre 2016.
En 2018 il collabore avec Omar Rabuñal et David Noya dans le film Los Amigos - La Pinícula, d'Omar Rabuñal. Entre juillet 2018 et 2020, il a collaboré à l'émission Zapeando sur La Sexta.